# Brigade cycliste

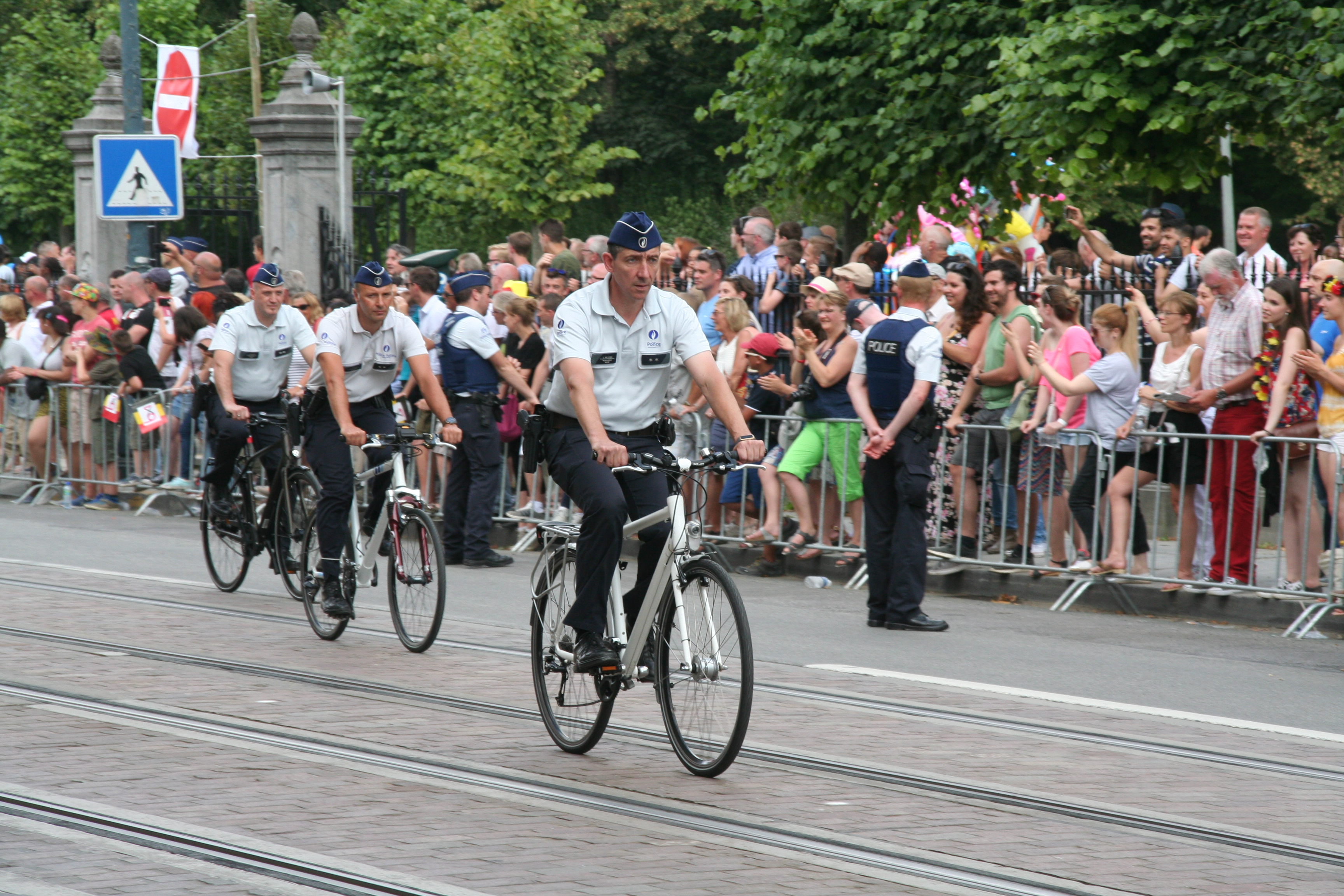
Brigade de police belge durant la Fête nationale belge à Bruxelles le 21 juillet 2016

Les brigades cyclistes, souvent dénommées « patrouilles cyclistes » voire quelquefois, « brigades VTT », sont des unités de police ou des groupes de police dont les membres se déplacent uniquement à vélo. 
Ce sont généralement des policiers, municipaux ou nationaux, assurant leurs fonctions en secteur urbain, particulièrement dans un réseau dense de circulation, des zones urbaines piétonnes et des parcs et jardins publics.

## Présentation et organisation

### Belgique

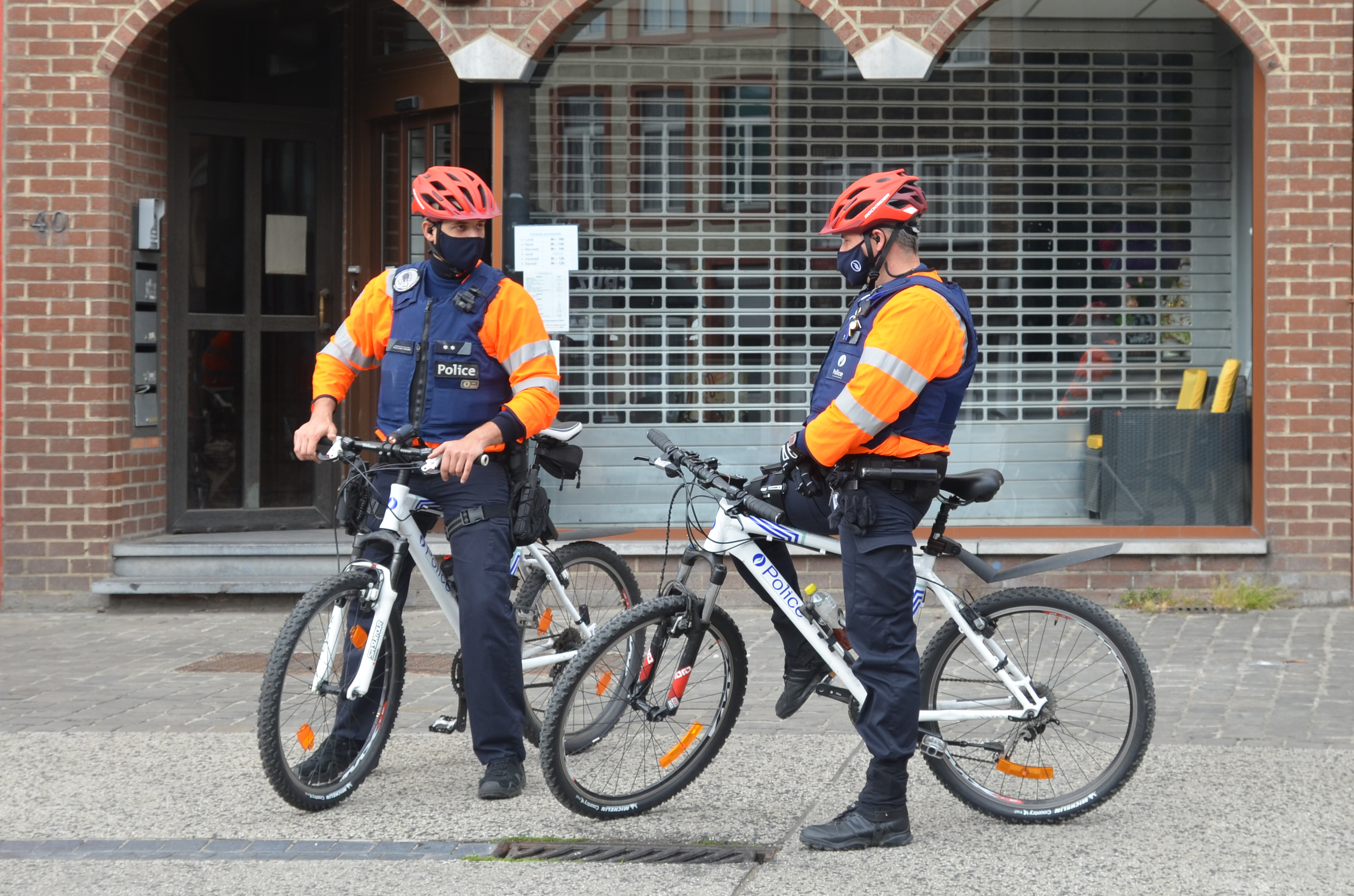
Brigade cycliste de Charleroi le 8 mai 2021.

À l'instar de la brigade cycliste de la zone de police Bruxelles Capitale Ixelles (5339 ZP Bruxelles Capitale Ixelles ) créée en 2003, les unités cyclistes en Belgique se présente comme un service de proximité, les agents étant formés pour ce type de déplacement. 
En 2017, les policiers bruxellois ont verbalisé à 40 000 reprises, essentiellement afin d'assurer la protection des usagers dits « faibles ».
À Liège, les patrouilles de police cyclistes sont présentées comme facilitant la mobilité des agents et par voie conséquence, assurer une dissuasion policière plus efficace. En 2018, le commissariat de Wallonie Liège-Centre a d'ailleurs fait l’acquisition de seize nouveaux vélos de type VTT.

### Canada

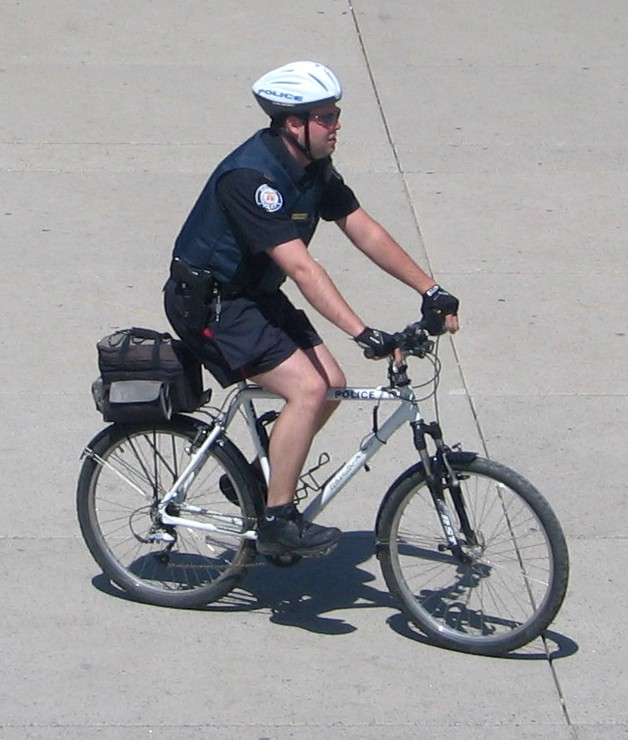
Policier à vélo dans Toronto (Canada)

Dans la ville de Saguenay, située dans le nord de la province de Québec, un service de patrouille à vélo, composée de six policiers et d’un sergent a été remise en place en 2019. 
Durant la période estivale, le service de police de Laval (Québec) met en place sa patrouille à vélo entre le mois de mai et le mois septembre, celle-ci ayant pour mission d'assurer la sécurité et de prévenir les incivilités dans les lieux public. Ce type de patrouilles existe également dans la ville de Montréal avec l'exception notable que certains policiers patrouillent dans les rues en hiver.
Des patrouilles cyclistes existent également à Toronto (Ontario), celles-ci ayant été mises à contribution avec l'ensemble des autres forces de police de la ville lors de l'organisation du G20 en 2010.

### France

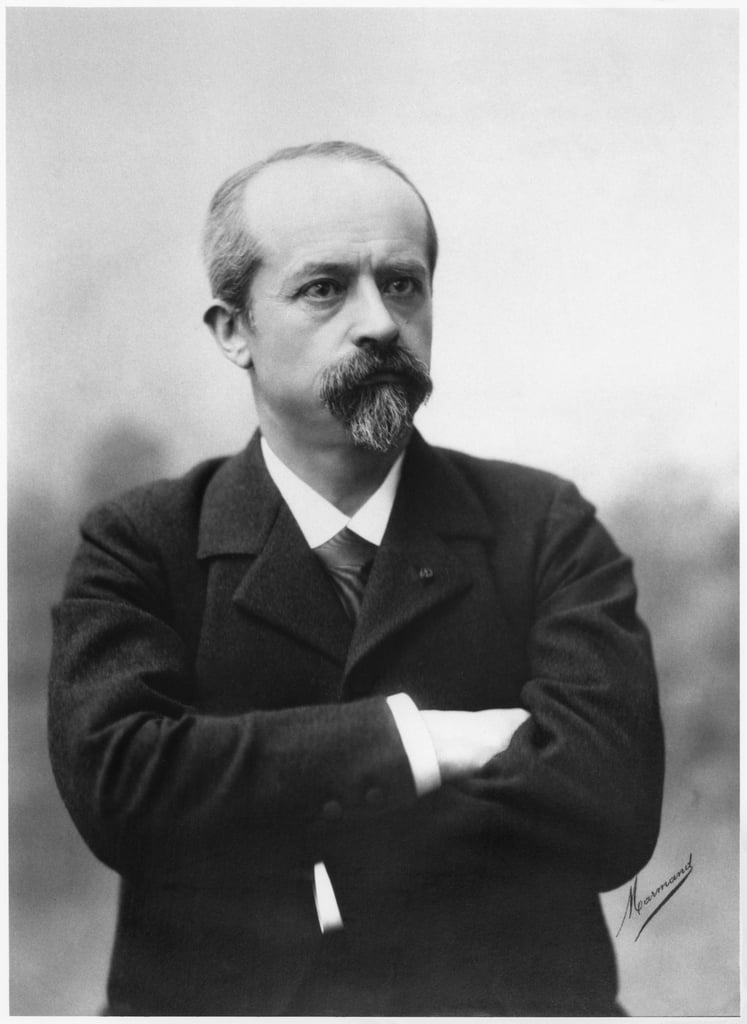
Le préfet Louis Lépine, fondateur des brigades cyclistes à Paris.

Historiquement, les brigades cyclistes de la police de Paris au XXe siècle, jusqu'en 1984, furent dénommées, par métonymie, les « hirondelles » en raison de la marque de vélo qui les transportait et plus particulièrement de la silhouette d'oiseau que leur donnait leur pellerine flottant au vent.
Cet agent cycliste, formé à l'« école pratique des gardiens cyclistes », était  bien connu des Parisiens de la première moitié du XXe siècle. Sa fonction a été mise en place par le préfet de Police Louis Lépine en 1900 afin d'assurer une surveillance de nuit dans les quatre-vingts quartiers parisiens. Leur efficacité entraîna la création d'une Brigade cycliste en 1901.
Chaque arrondissement de Paris était pourvu de trois brigades cyclistes de quatre agents, placés sous l'autorité d'un sous-brigadier. Ils achetaient leur propre vélo (toujours de marque hirondelle) pour lequel une indemnité leur était versée. Au début des années 1950, 2 819 « hirondelles » étaient comptabilisées à Paris et 2 644, hors de Paris dans le département de la Seine. Avec l'arrivée des moyens mobiles motocyclistes dans les années 1960 et 1970, le nombre des « hirondelles » a décliné progressivement, puis cette unité a disparu en 1984.
En France, dans le cadre de la police de proximité un service d'îlotage à vélo a été mis en place en 1982 au sein de la police nationale et de la police municipale à Paris ainsi que dans sa banlieue et dans les villes de province. Des policiers en VTT circulent ainsi dans la capitale depuis 1990, leur mobilité leur permettant de pénétrer dans des zones difficilement accessibles aux brigades motorisées. En 2000, la préfecture de police de Paris comptait 178 agents cyclistes équipés de VTT dans ses effectifs.
De nombreuses villes françaises ont mis en place des unités de policiers équipées de ce type de véhicule tout-terrain dont notamment Montpellier qui revendique un parc de 53 VTT en 2019, et les villes de Marseille et d'Arles qui proposent des collaborations entre ses agents municipaux, notamment dans la formation professionnelle.

### Suisse
Dans la partie occidentale  de l'agglomération lausannoise en Pays de Vaud, il n’existe pas officiellement de « brigade cycliste », mais vingt agents répartis dans différentes unités, soit huit agents dans la police de proximité et douze autres agents dans les six unités d’intervention locales qui interviennent dans les huit communes du district de l'ouest lausannois qui compte cent policiers.

À la demande du personnel, en juin 2009, près d’une dizaine de vélos ont été mis à disposition des agents ayant fait la demande de participer à des patrouilles à vélo.

### Autres pays
Que ce soit au niveau local, ou national, de nombreux pays ont autorisé la mise en place d'unités de police se déplaçant à vélo.
Au Japon, des petits postes de police de proximité, dénommés « Kōban », sont implantés dans tous les quartiers des grandes villes dont plus d'un millier rien que pour la ville de Tokyo. La plupart des policiers de ces postes patrouillent à vélo afin de d'assurer une surveillance locale et de faire respecter l’ordre dans leurs quartiers respectifs, mais aussi de conseil comme l'aide aux touristes égarés. Depuis le 1er avril 2023 le port du casque étant devenu très fortement recommandé, la police a remplacé le port de la casquette par celle du casque

Quelques photos de policiers cyclistes dans le monde
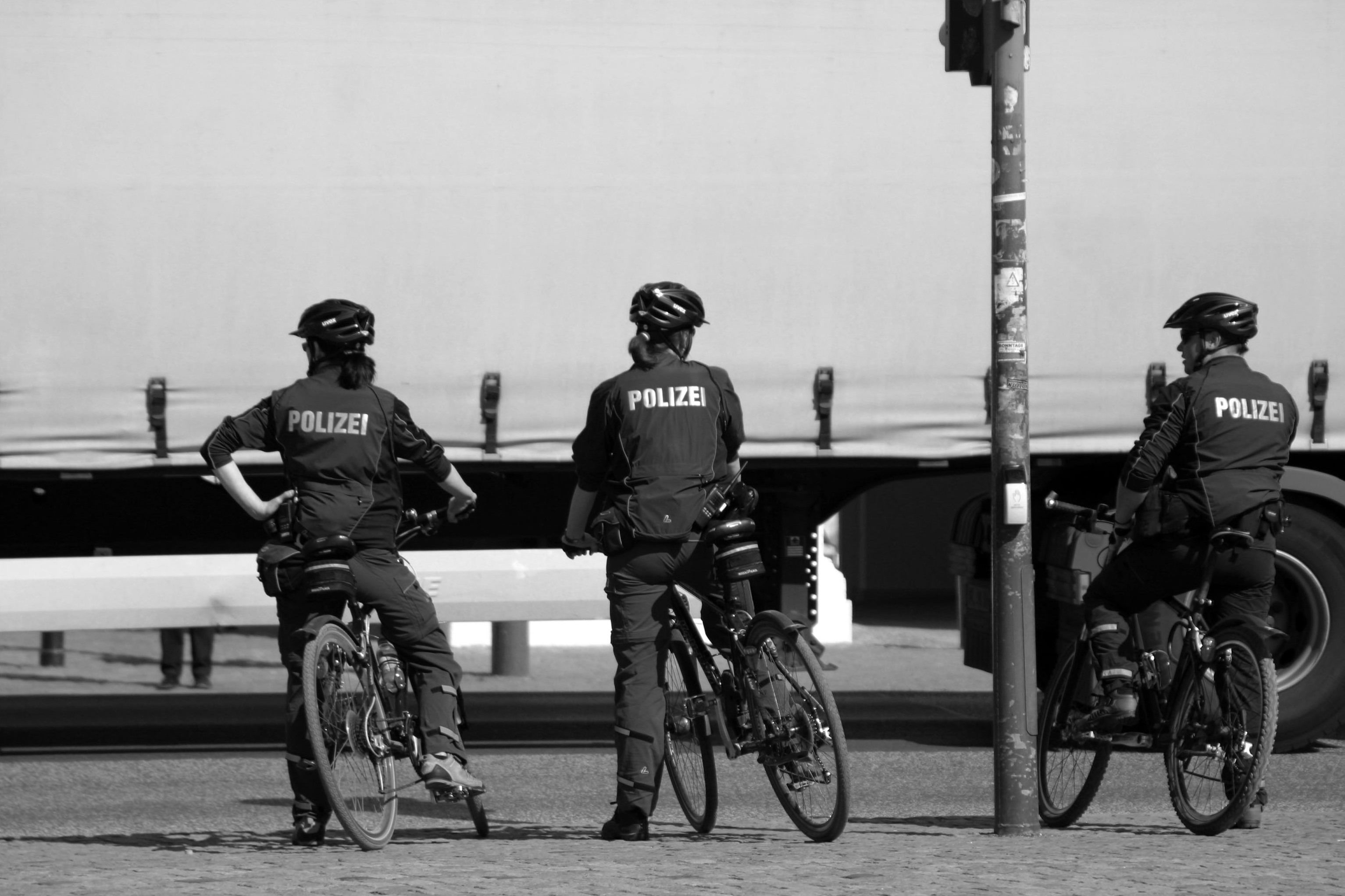
Policiers à Potsdam (Allemagne).
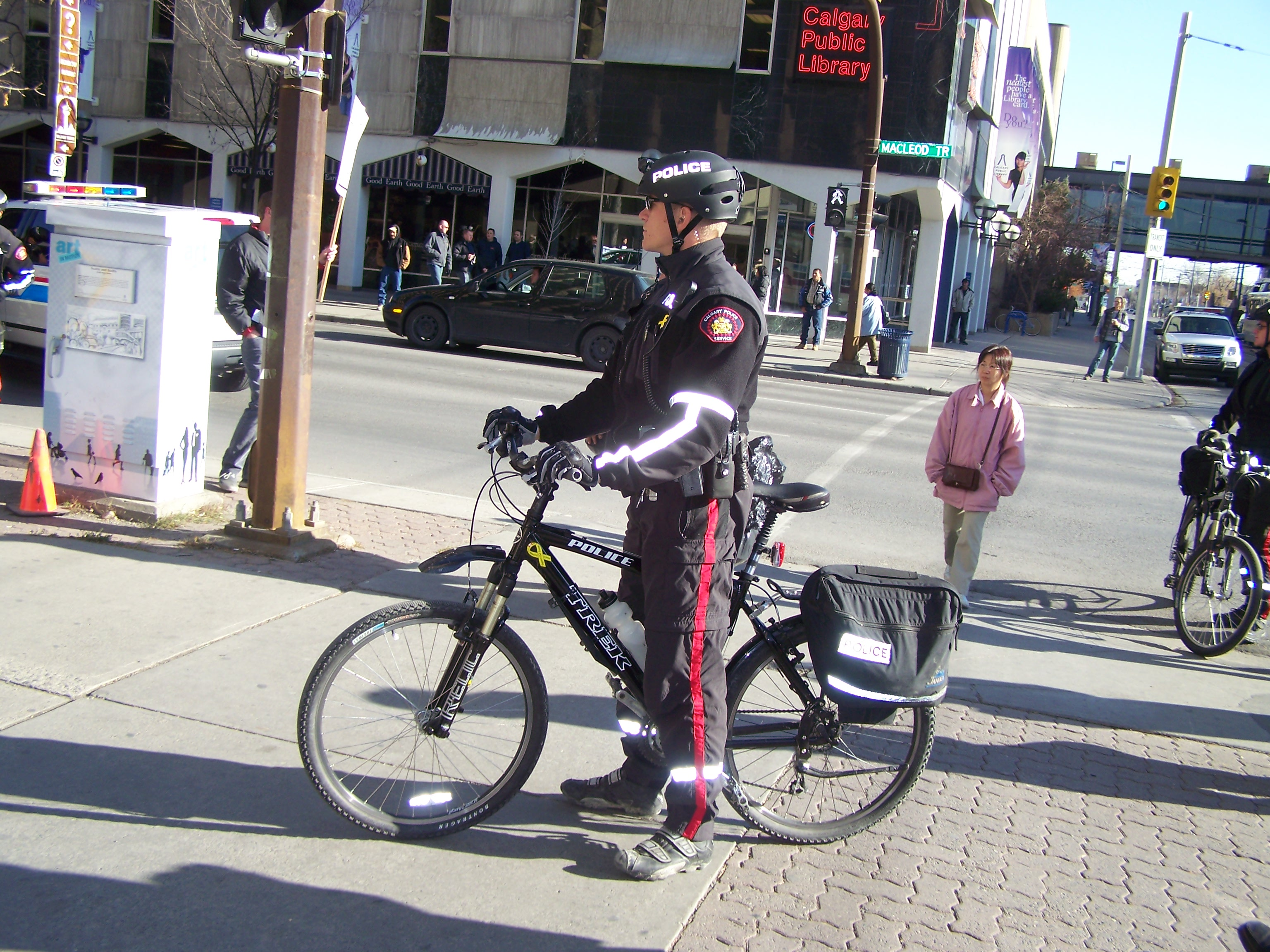
Calgary Police Service (Canada).
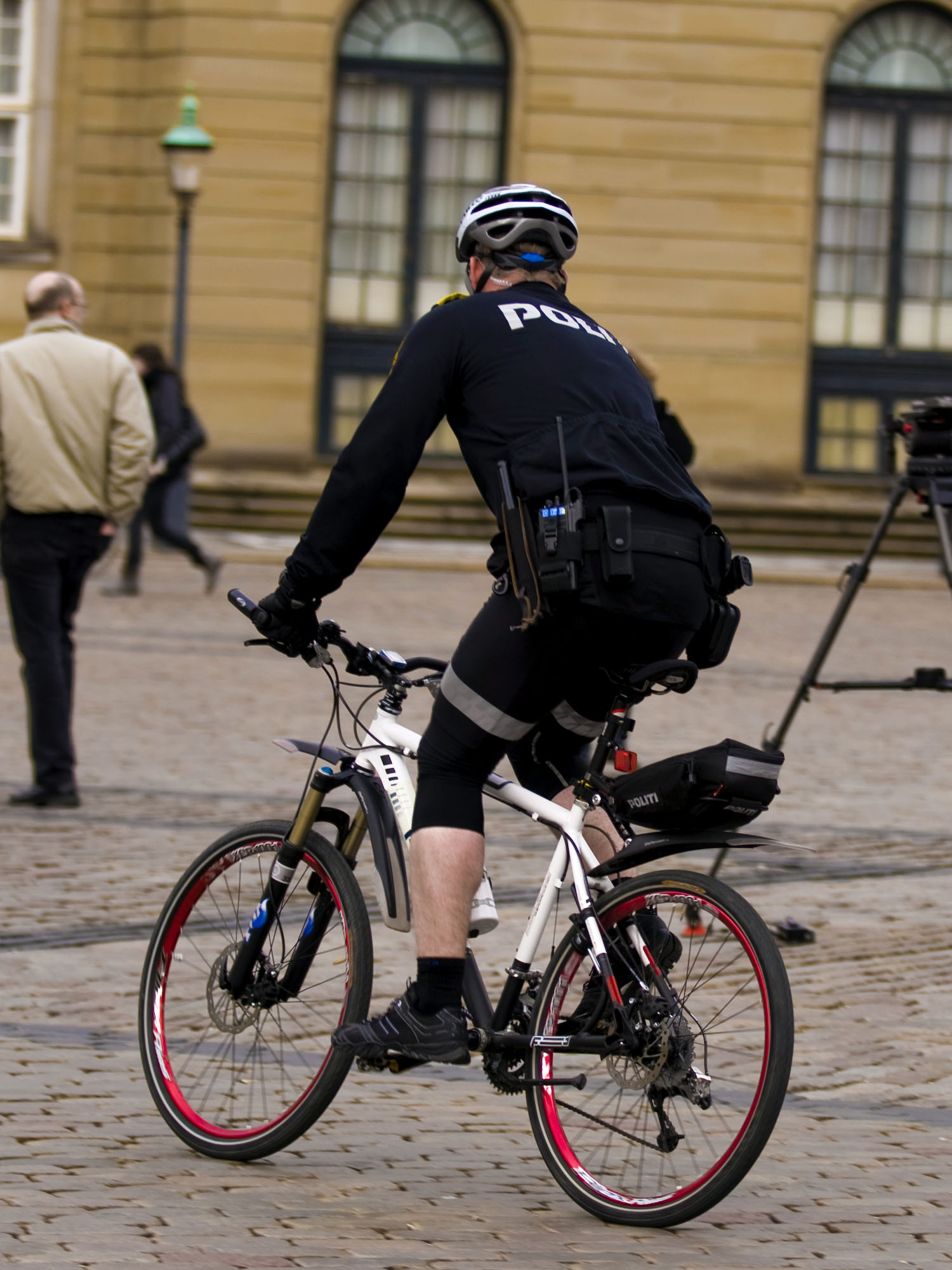
Policier au Danemark.
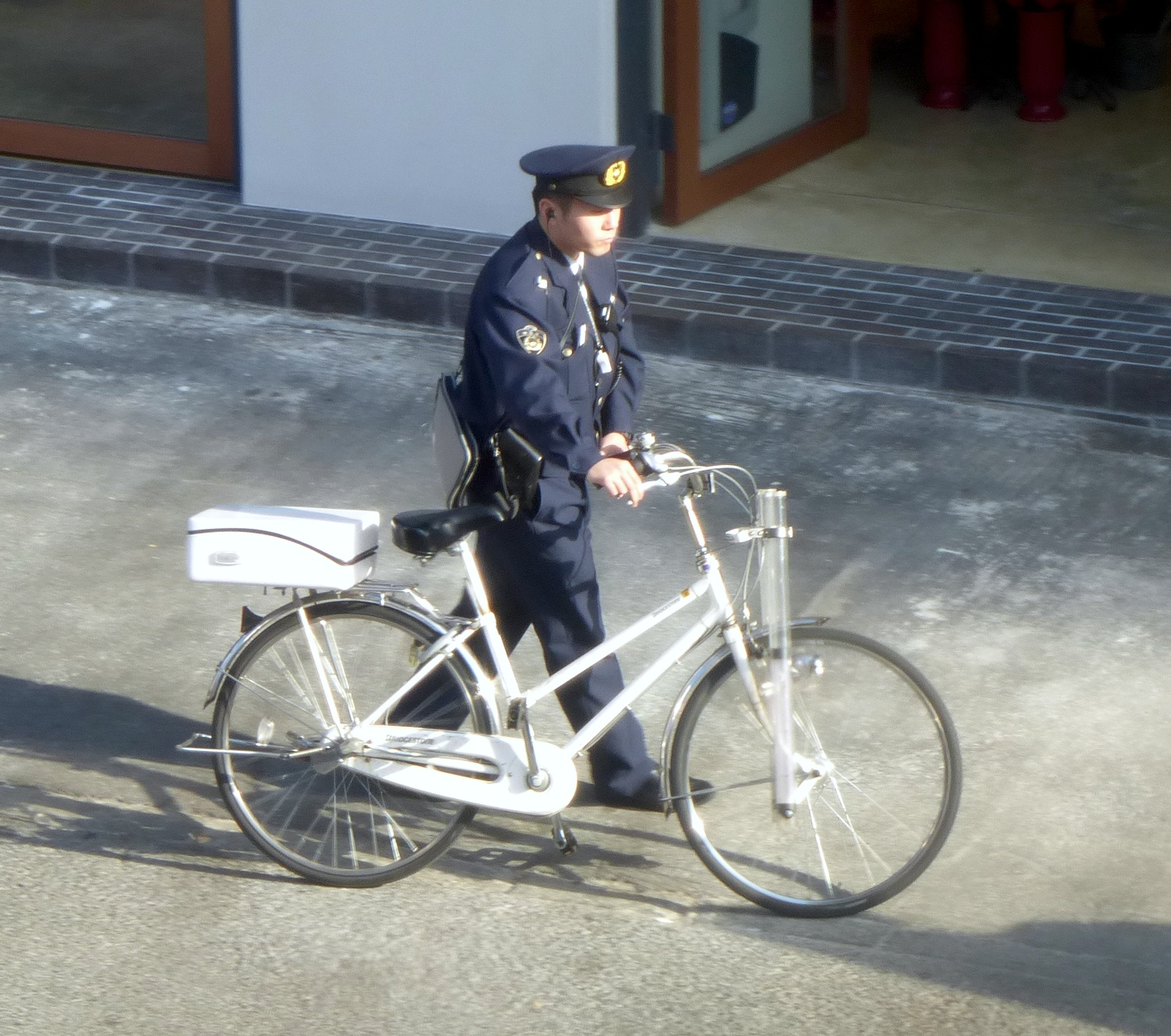
Policier à Tokyo (Japon).
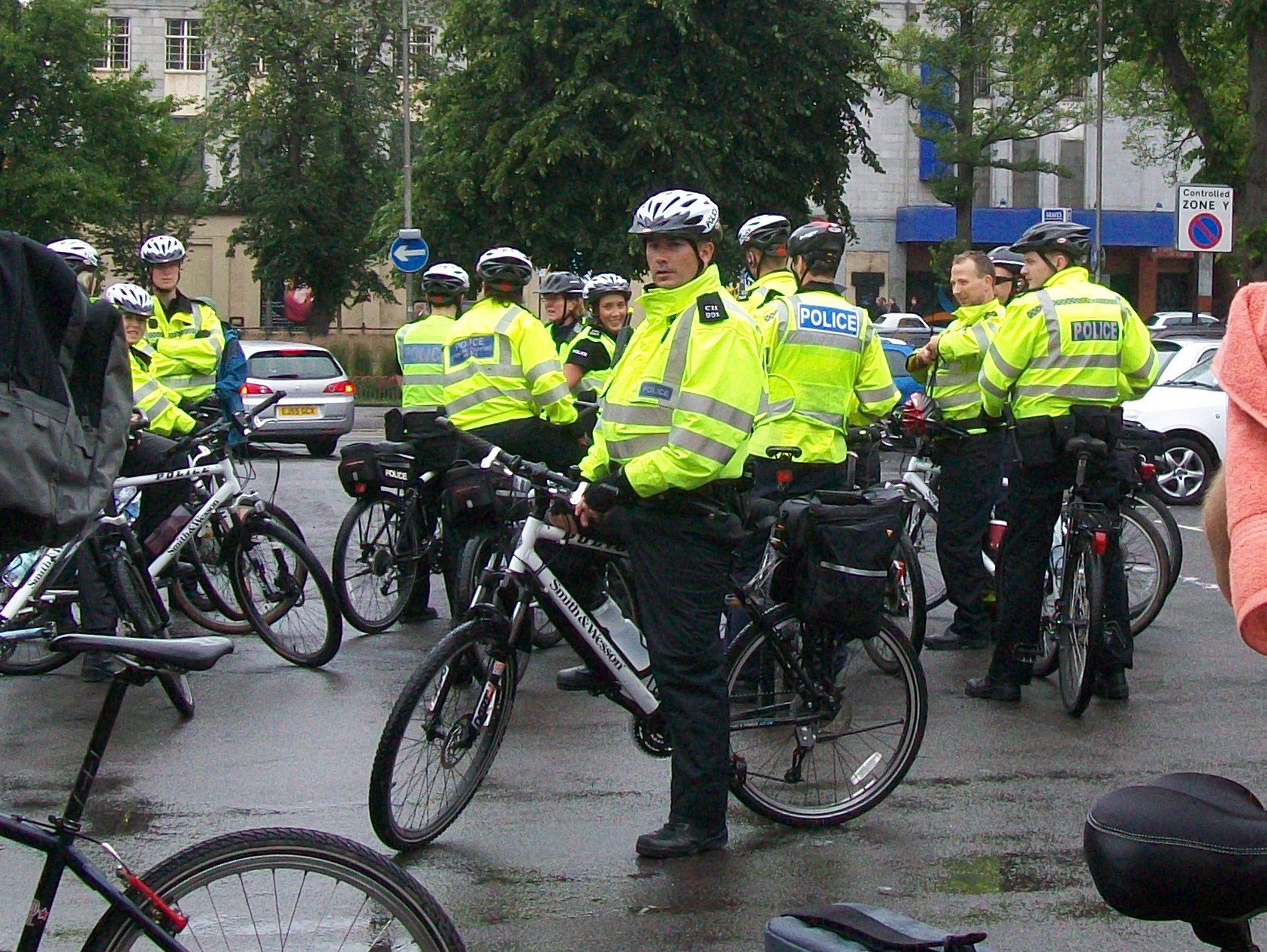
Policiers à Brighton (Royaume-Uni).
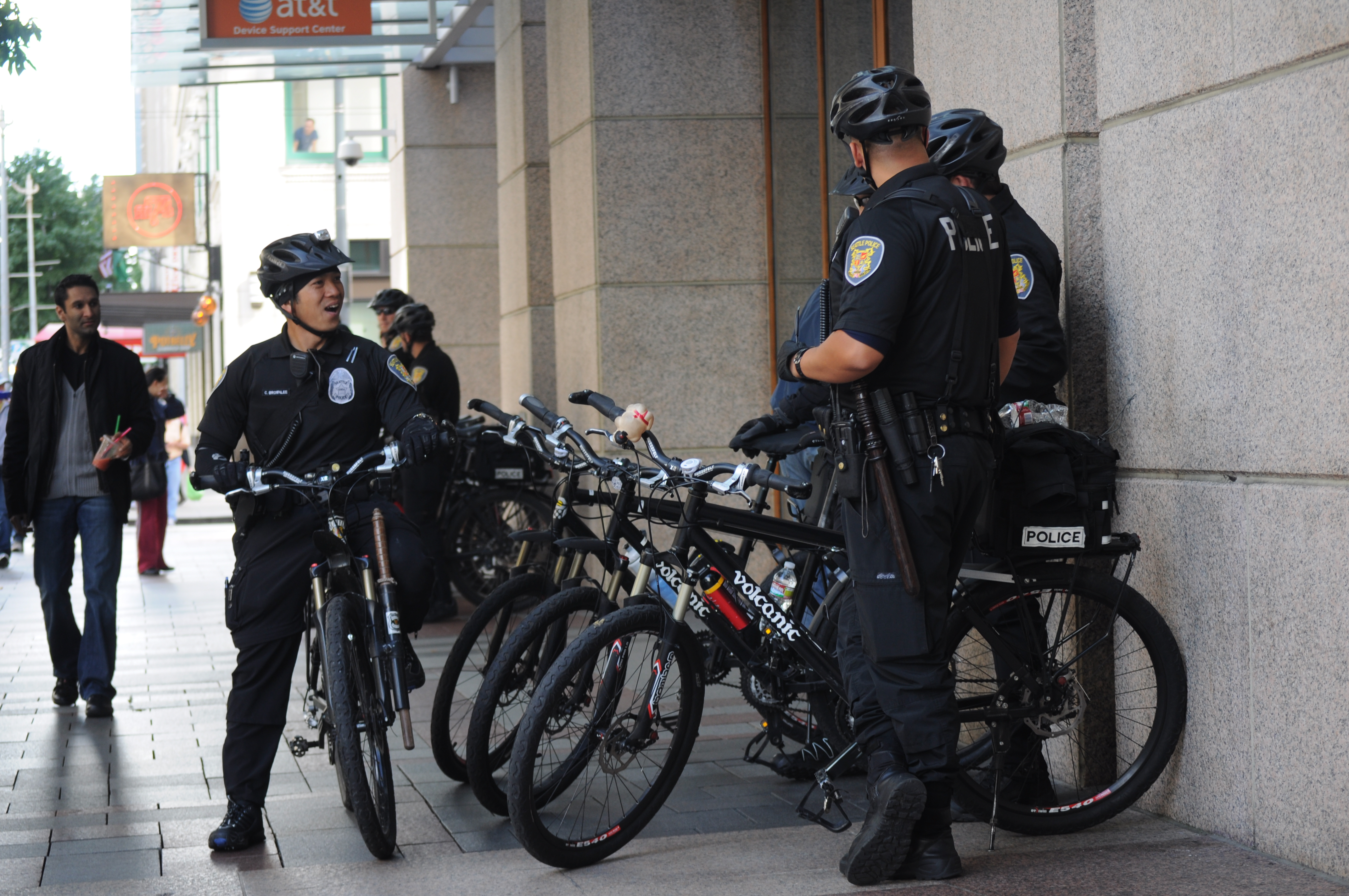
Policiers à Seattle (États-Unis).

## Dans la fiction
- Pacific Blue est une ancienne série télévisée américaine en 101 épisodes de 42 minutes, créée par Bill Nuss, qui suit les aventures de la brigade cycliste de Police du district de Santa Monica, une station balnéaire près de Los Angeles. Au Québec, la série a été diffusée sous le nom de Alerte à Santa Monica.
- Faites sauter la banque est un film français réalisé par Jean Girault, tourné en 1963 et dans lequel apparaît une « hirondelle », célèbre agent cycliste de la police parisienne des années 1960, joué par George Wilson.
- La Traversée de Paris est un film franco-italien, réalisé par Claude Autant-Lara, sorti en 1956 au cinéma et dans lequel apparaissent deux agents cyclistes de la police parisienne durant l'époque de l'occupation pendant la Seconde Guerre mondiale. En juillet 2018, l'amicale Police Patrimoine, afin de participer à une commémoration de ce film, a fait circuler sur le parvis du château de Vincennes des vélos « Hirondelle », utilisés par les brigades cyclistes de Paris à l'époque[14].